# 기노시타 긴사다
기노시타 긴사다(일본어: 木下㒶定 / 木下公定, 1653년 7월 1일 ~ 1731년 1월 31일)는 빗추 아시모리 번 제5대 번주를 지냈다. 아시모리 번 기노시타가(足守藩木下家) 제5대 당주. 아코 사건으로 아코번 아사노가가 개역당한 후 와키사카 야스테루와 함께 아코성을 접수하는 임무를 맡았다.
| 전임 기노시타 도시사다 | 제5대 아시모리 번 번주 (기노시타가) 1679년 ~ 1729년 | 후임 기노시타 도시키요 |